# Tarope
Tarope ist eine Ortschaft im Departamento Santa Cruz im südamerikanischen Anden-Staat Bolivien.

## Lage im Nahraum
Tarope ist der sechstgrößte Ort des Kanton Cotoca im Municipio Cotoca in der Provinz Andrés Ibáñez und liegt auf einer Höhe von 373 m. Tarope liegt dreißig Kilometer westlich des Río Grande, einem der längsten Flüsse im Binnenstaat Bolivien.

## Geographie
Tarope liegt im bolivianischen Tiefland östlich der Anden-Gebirgskette der Cordillera Central. Die Region weist ein subtropisches Klima mit ausgeglichenem Temperaturverlauf auf.
Die mittlere Durchschnittstemperatur der Region liegt bei 24 °C, die Monatswerte schwanken nur unwesentlich zwischen 20 °C im Juli und 26 °C im Dezember (siehe Klimadiagramm Santa Cruz). Der Jahresniederschlag beträgt etwa 1000 mm, die monatlichen Niederschläge liegen zwischen unter 50 mm in den Monaten Juli und August und über 150 mm im Januar.

## Verkehrsnetz
Tarope liegt in einer Entfernung von 19 Straßenkilometern östlich von Santa Cruz, der Hauptstadt des Departamentos.
Von Santa Cruz aus führt die Nationalstraße Ruta 4/Ruta 9 in östlicher Richtung zwanzig Kilometer bis Cotoca und weiter nach Puerto Pailas, wo sie den Río Grande überquert und zur Stadt Pailón führt. Dort teilen sich die beiden Nationalstraßen, die Ruta 4 führt über 587 Kilometer bis nach Puerto Suárez an der brasilianischen Grenze, und die Ruta 9 führt 1175 Kilometer nach Norden bis Guayaramerín.
Zwei Kilometer westlich von Cotoca zweigt eine asphaltierte Landstraße in südlicher Richtung von der Nationalstraße Ruta 4/Ruta 9 ab, durchquert Tarope und führt nach weiteren vier Kilometern zur die Ortschaft El Bisito.

## Bevölkerung
Die Einwohnerzahl der Ortschaft ist in den vergangenen beiden Jahrzehnten auf das Dreifache angestiegen:
| Jahr | Einwohner | Quelle       |
| ---- | --------- | ------------ |
| 1992 | 528       | Volkszählung |
| 2001 | 1004      | Volkszählung |
| 2012 | 1547      | Volkszählung |
| 2024 |           | Volkszählung |

Aufgrund der historisch gewachsenen Bevölkerungszuwanderung weist die Region einen gewissen Anteil an Quechua-Bevölkerung auf, im Municipio Cotoca sprechen 17,8 Prozent der Bevölkerung Quechua.